# لوتس فون كروسيغ
لوتس فون كروسيغ (بالألمانية: Johann Ludwig Graf Schwerin von Krosigk) ‏(22 اغسطس 1887 - 4 مارس 1977) هو مستشار مؤقت لألمانيا في نهاية الحرب العالمية الثانية من (1 مايو إلى 23 مايو) بعد جوزيف غوبلز.

## روابط خارجية
- لوتس فون كروسيغ على موقع IMDb (الإنجليزية)
- لوتس فون كروسيغ على موقع مونزينجر (الألمانية)
- لوتس فون كروسيغ على موقع إن إن دي بي (الإنجليزية)